# Dilj
Dilj – góra w Chorwacji, na obszarze Posawia. Jej najwyższy szczyt to Mlakino brdo (471 m).

## Opis
Leży w środkowej części Posawia. Jej najwyższe wierzchołki to: Mlakino brdo (471 m), Predolje (459 m), Lipovica (423 m) i Pametni hrast (413 m). Na północy sąsiaduje z Papukiem i Krndiją, a na zachodzie z Požešką gorą. Sąsiaduje także z Kotliną Pożeską. Pobliskie rzeki to: Biđ, Londža, Orljava i Sawa. Na Dilju swe źródła mają strumienie Glogovica, Gnojnica i Petnja.
Dilj jest zbudowany ze skał krystalicznych oraz pokryty osadami mioceńskimi i plejstoceńskimi. Porośnięty jest lasami bukowymi i dębowymi. Na jego południowych zboczach uprawiana jest winorośl.
Na północ od góry poprowadzono drogę Požega – Đakovo, a na południe od niej linię kolejową Zagrzeb – Slavonski Brod – Vinkovci i autostradę A3 z Zagrzebia do Lipovaca.